# Alef
Alef (hebrejsky אלף‎), podoba א, je první písmeno hebrejské abecedy. Zároveň se tak nazývá i první písmeno příbuzného fénického písma, kde má podobu 𐤀. Ekvivalentem v příbuzném arabském písmu je písmeno alif (podoba ا) a v syrském álaf (podoba ܐ).
Řecké písmeno alfa (Αα) se vyvinulo z fénického alefu a je předkem písmene A z latinky a písmene А z cyrilice.

Předpokládá se, že alef samotný se vyvinul ze západosemitského výrazu pro „vola“ a jeho podoba že vznikla z protosinajského písmene odvozeného z egyptského hieroglyfu pro hlavu vola: 
| F1 |

## Využití v hebrejštině
Zvukovou podobou písmene v klasické hebrejštině byl ráz ([ʔ]IPA), což se obvykle přepisuje jako ʾ (Unicode znak U+02BE). V moderní hebrejštině také může reprezentovat ráz, ale bývá též používán v situaci, kdy sám o sobě nereprezentuje žádný zvuk, ten je pak dán pouze přidruženou samohláskou. Kabalisté chápou souhlásku alef jako „duchovní kořen všech ostatních písmen, který ve své existenci obsahuje celou abecedu a tím všechny prvky lidské řeči.“
V rámci systému hebrejských číslic i v rámci gematrie má hodnotu 1, použit na začátku zápisu letopočtu židovského kalendáře má význam 1000 (například א'תשנ"ד je zapsáno arabskými číslicemi 1754.

## Využití v matematice
V teorii množin se alef používá pro označení funkce Alef, která ordinálnímu číslu {\displaystyle \alpha } přiřadí kardinální číslo představující {\displaystyle \alpha }-tou nejmenší nekonečnou mohutnost.

## Reprezentace v počítači
V syntaxi typografickém systému LaTeX (a tedy i při vkládání matematických vzorců například do MediaWiki) lze alef zapsat pomocí příkazu \aleph.
| Znak            | ﬡ                       | ﬡ                       | אַ                             | אַ                             | אָ                             | אָ                             | אּ                             | אּ                             | ﭏ                          | ﭏ                          | ℵ           | ℵ           |
| --------------- | ----------------------- | ----------------------- | ----------------------------- | ----------------------------- | ----------------------------- | ----------------------------- | ----------------------------- | ----------------------------- | -------------------------- | -------------------------- | ----------- | ----------- |
| Název v Unicodu | Hebrew letter wide alef | Hebrew letter wide alef | Hebrew letter alef with patah | Hebrew letter alef with patah | Hebrew letter alef with qmats | Hebrew letter alef with qmats | Hebrew letter alef with mapiq | Hebrew letter alef with mapiq | Hebrew ligature alef lamed | Hebrew ligature alef lamed | Alef symbol | Alef symbol |
| Kódování        | dec                     | hex                     | dec                           | hex                           | dec                           | hex                           | dec                           | hex                           | dec                        | hex                        | dec         | hex         |
| Unicode         | 64289                   | U+fb21                  | 64302                         | U+fb2e                        | 64303                         | U+fb2f                        | 64304                         | U+fb30                        | 64335                      | U+fb4f                     | 8501        | U+2135      |
| UTF-8           | 239 172 161             | ef ac a1                | 239 172 174                   | ef ac ae                      | 239 172 175                   | ef ac af                      | 239 172 176                   | ef ac b0                      | 239 173 143                | ef ad 8f                   | 226 132 181 | e2 84 b5    |
| Číselná entita  | &#64289;                | &#xfb21;                | &#64302;                      | &#xfb2e;                      | &#64303;                      | &#xfb2f;                      | &#64304;                      | &#xfb30;                      | &#64335;                   | &#xfb4f;                   | &#8501;     | &#x2135;    |
| Názvová entita  |                         |                         |                               |                               |                               |                               |                               |                               |                            |                            | &alefsym;   | &alefsym;   |